# Mount Mason
Mount Mason ist ein 815 m hoher Berg an der Dufek-Küste der antarktischen Ross Dependency. Er ragt aus dem nordöstlichen Ende der Lillie Range des Königin-Maud-Gebirges am Rand zum Ross-Schelfeis auf.
Teilnehmer der Byrd Antarctic Expedition (1928–1930) entdeckten und fotografierten ihn im November 1929. Namensgeber ist Howard F. Mason (1901–1996), Funkingenieur bei dieser Forschungsreise.